# BI 253
BI 253是一個大麥哲倫星系內的O型主序星，是已知光譜形式最早期的恆星之一，光譜類型 O2V(f*)，被認為是 O2 型恆星的標準形式。該恆星被列為速逃星，光譜法觀測發現它的運動速度超過100 km/sec。